# Mariatitel
Een Mariatitel is een aanduiding voor Maria die gelovigen gebruiken om haar te vereren of aanroepen.
Zeer diverse benamingen en epitheta zijn gangbaar, met een variërende mate van kerkelijke erkenning, of zelfs beperkt tot de volksdevotie of de kunst. In de Rooms-Katholieke Kerk zijn de meer formele Mariatitels deze die zijn opgenomen in officiële publicaties als het Romeins missaal, het Mariamissaal of het Getijdengebed. Het gaat in de eerste plaats om de titels die verband houden met de vier mariale dogma's (de maagdelijke geboorte, het moederschap van God, de onbevlekte ontvangenis en de tenhemelopneming), maar naast deze kern zijn er nog veel meer. Daarbovenop komen titels voor in al dan niet liturgische litanieën, zoals de Litanie van Loreto of de Litanie van alle Heiligen. Religieuze instellingen gebruiken en promoten soms bijzondere Mariatitels (bv. de mercedariërs en hun Maria van de vrijkoop van gevangenen). Ook patrocinia kunnen ongewone Mariatitels bevatten.
Mariatitels vinden hun oorsprong in de Bijbel, in geschriften van kerkvaders, in pauselijke proclamaties, in Mariaverschijningen en -vizioenen, enz. Ook de beeldende kunst (iconen) en de muziek (antifonen, hymnen, tropen) kan Mariatitels doen ontstaan of verspreiden. In de eerste eeuwen van het christendom hielden christelijke leiders de Mariaverering af, maar dit kon niet verhinderen dat ze titels kreeg zoals de heidense moedergodinnen. De Kerk heeft dit uiteindelijk omarmd. Niettemin ging dit nooit zonder debat en zijn bepaalde Mariatitels theologisch controversieel, zoals Mediatrix (middelares), Co-redemptrix (medeverlosseres) of, in mindere mate, Mater Ecclesiae (Moeder van de Kerk).

## Voetnoten
1. ↑  Jan Hendriks, Maria. Inleiding tot de katholieke leer over de moeder van de Verlosser, 2008, p. 116. Gearchiveerd op 10 september 2023.
2. ↑  Gerhard Czermak, Problemfall Religion: Ein Kompendium der Religions- und Kirchenkritik, 2014, p. 166. Gearchiveerd op 10 september 2023.